# Ambystoma cingulatum
Ambystoma cingulatum é uma espécie de anfíbio caudado pertencente à família Ambystomatidae. Endêmica dos Estados Unidos.